# بيتر ليو
بيتر ليو (بالإنجليزية: Peter Lew)‏ هو شخصية أعمال أسترالي، ولد في 25 فبراير 1970.